# Водяные жуки
Водяные жуки, или водяные жесткокрылые — сборная группа жуков (жесткокрылых насекомых) из разных систематических групп, связанных на какой-либо стадии жизненного цикла с водной средой обитания.
Из около 400 000 общего количества описанных видов жесткокрылых более 13 000 видов являются водяными жуками. По происхождению водяные жуки являются вторичноводными животными, которые осваивали водную среду обитания на протяжении 300 миллионов лет по меньшей мере 10 раз. Таким образом, водяные жуки не представляют единую монофилитическую систематическую группу (кладу) и имеют очень разнообразные морфологические и поведенческие адаптации к обитанию в водной среде.

## Экология
Для водяных жуков не характерна схема развития, присущая отрядам насекомых-гидробионтов — подёнок (Ephemeroptera), веснянок (Ephemeroptera), ручейников (Trichoptera) и стрекоз (Odonata): длительная личиночная стадия, полностью погруженная в воду, и краткосрочная стадия имаго, полностью наземная. Экологию многих водяных жуков нельзя просто определить как «водяную» или «наземную»: эти формы поведения на берегу постепенно переходят одна в другую. Многие виды жуков очень маленькие (менее 2 мм), и могут проживать на границе между сушей и водой.
Определяющими факторами для экологической классификации водяных жуков являются следующие:
- Продолжительность контакта с водой;
- Степень погружения;
- Степень зависимости от воды;
- Мотивация для контакта с водой (пища, убежище и т. д.).

Колеоптерологи выделяют шесть экологических групп жуков, связанных с водной средой обитания:
- Настоящие водяные жуки (по крайней мере, частично погруженные в течение большей части времени во взрослой стадии);
- Ненастоящие водяные жуки (полностью погруженные в течение большей части времени в личиночной стадии, в то время как имаго всегда преимущественно наземные);
- Фитофильные водяные жуки (моно- или олигофаги, питающиеся на водных растениях и находящиеся под водой по крайней мере некоторое время на любой стадии развития);
- Паразитические водяные жуки (подобные фитофильным водяным жукам, но их хозяева — водяные млекопитающие);
- Факультативные водяные жуки (спорадически или регулярно активно погружаются или живут на поверхности воды ограниченный период времени — например, во время охоты, питания, поиска убежища и т. п.);
- Настоящие наземные жуки (преимущественно наземные, а если они встречаются у водоёмов, то это связано главным образом с размножением).

В то же время не существует ни одного вида жуков, который не покидает добровольно воду по крайней мере на некоторое время (например, для окукливания и/или полётов расселения). Поэтому термины «амфибийный», «амфибиотический», «полуводный» и «полуназемный» являются некорректными по отношению к водяным жукам. Большинство водяных жуков являются бентическими организмами.

## Систематика
Отряд жесткокрылых включает четыре подотряда, три из которых имеют водяных представителей:
- Плотоядные жуки (Adephaga) — около 30 000 описанных видов, из них примерно 18 % водяные;
- Миксофаги (Myxophaga) — 77 описанных видов, около 90 % водяных;
- Разноядные жуки (Polyphaga) — примерно 370 000 описанных видов, примерно 1,25 % водяных.

Восемь из 11 семейств Adephaga считаются преимущественно водяными: Dytiscidae, Gyrinidae, Haliplidae, Meruidae, Noteridae, Amphizoidae, Aspidytidae, Hygrobiidae.
Среди примерно 150 семейств Polyphaga, 13 считаются преимущественно водяными: Hydrophilidae, Helophoridae, Epimetopidae, Hydrochidae, Spercheidae, Hydraenidae, Scirtidae, Elmidae, Dryopidae, Lutrochidae, Psephenidae, Cneoglossidae, Eulichadidae.
Кроме этих 25 типично водяных семейств ещё 12 семейств (1 Adephaga и 11 Polyphaga) имеют по крайней мере одного представителя, живущего в пресных водоёмах (или в очень близком соотношении с ними), но большинство их видов исключительно наземные.

### Настоящие водяные жуки
Плотоядные жуки (Adephaga):
1. Dytiscidae — Плавунцы. Самое специализированное семейство водяных жуков, насчитывающее почти 4000 описанных видов в 175 родах; встречается на всех континентах. В настоящее время признано в общей сложности 10 подсемейств: Agabinae (388 видов), Colymbetinae (130 видов), Copelatinae (568 видов), Coptotominae (5 видов), Dytiscinae (377 видов), Hydrodytinae (4 вида), Hydroporinae (2012 видов), Laccophilinae (400 видов), Lancetinae (8 видов), Matinae (8 видів). Личинки и взрослые особи почти всех видов водные; они живут в различных пресноводных средах обитания: стоячая вода, проточная вода, грунтовые воды (на глубине до 30 м под землей), просачивания, фитотельматы; только пять видов известны как полностью наземные (гумиколовые).
2. Gyrinidae — Вертячки. Около 750 описанных видов в 13 родах. Встречаются на всех континентах. Взрослые особи и личинки всех видов чисто водные. Большинство видов обитает в проточной воде.
3. Haliplidae — Плавунчики. Около 200 описанных видов в пяти родах встречаются на всех континентах, но более разнообразны в северных умеренных областях. Личинки и взрослые особи всех видов настоящие водные. Живут преимущественно в стоячей воде, некоторые виды предпочитают примыкающие места.
4. Meruidae. Монотипическое семейство, описанное из Венесуэлы. Единственный известный вид обитает на гравийных краях горных потоков.
5. Noteridae — Нырялки. Описано около 250 видов в трех подсемействах и 14 родах. Семейство встречается на всех континентах. Взрослые особи и личинки водные; представители рода Noterus окукливаются под водой в заполненных воздухом коконах. Noteridae обычно встречаются в стоячей воде между корнями водных растений.
6. Amphizoidae. Монородовое семейство с пятью описанными видами, известно только из Северной Америки и Китая. Личинки и взрослые особи всех видов водные, обитают в довольно быстрых реках.
7. Aspidytidae. Монородовое семейство с двумя видами из Южной Африки и Китая. Личинки и взрослые особи живут в пропиточных каналах; куколки неизвестны.
8. Hygrobiidae — Водожуки. Монородовое семейство с шестью описанными видами, встречающимися в Европе, Китае и Австралии. Личинки и взрослые особи всех видов обитают в стоячей воде.

Миксофаги (Myxophaga):
1. Lepiceridae. Монородовое семейство с двумя видами из Нового Света. Взрослые особи встречаются на песчаных берегах у ручьев.
2. Torridincolidae. Около 31 крошечного вида в семи родах, встречающихся в Южной Америке, Африке (включая Мадагаскар) и Палеарктической Азии. Встречаются в горных ручьях.
3. Hydroscaphidae. Около 21 крошечного вида в трех родах встречаются на всех континентах, кроме Австралии. Взрослые особи и личинки всех видов живут в воде, предпочитая просачивания (гигропетрические места обитания), горячие источники или промежуточные слои гравийных берегов ручьев и рек.
4. Sphaeriusidae — Шаровики. Монородовое семейство с 23 крошечными видами, встречающимися на всех континентах. Несколько видов являются наземными (гумиколозными); другие виды встречаются на краю проточной и стоячей воды, часто во влажном песке очень близко к поверхности воды.

Разноядные жуки (Polyphaga):
1. Hydrophilidae — Водолюбы. Около 2835 видов в 169 родах. Водолюбы встречаются на всех континентах. Состоит из четырёх подсемейств: (1) Horelophinae: монотипическое, новозеландское; взрослые, по-видимому, прибрежные или гигропетрические; (2) Horelophopsinae: однородовое, два вида, Новая Гвинея (остров Япен) и Япония (архипелаг Рюкю); (3) Hydrophilinae: 1852 вида в 61 роде на всех континентах, взрослые особи и личинки большинства видов обитают в стоячей воде, проточной воде, в фитотельматах или водосборниках; многочисленные виды являются прибрежными или наземными (гумиколозными); (4) Sphaeridiinae: 980 видов в 106 родах, большинство из которых являются наземными; только семь родов включают в себя водных представителей. В общей сложности около 70 % Hydrophilidae являются водяными.
2. Helophoridae — Морщинники. Монородовое семейство со 192 видами, более или менее ограничено Голарктическим царством. Взрослые особи большинства видов считаются настоящими водяными (около 75 % обитают в стоячей воде); несколько видов обычно встречаются несколько выше уровня воды и потому, кажется, факультативно водные или прибрежные; лишь некоторые виды чисто наземные. Личинки Helophorus бывают прибрежными или чисто наземными (гумиколозными).
3. Epimetopidae. Около 29 видов в трех родах встречаются в Новом Свете (Epimetopus), Африке (Eupotemus) и Азии (Eumetopus). Взрослые особи всех видов, вероятно, водные (песчаные окраины лентических биотопов), экология личинок неизвестна.
4. Hydrochidae — Влаголюбы. Монородовое семейство с около 180 видами; встречаются на всех континентах. Все виды настоящие водяные, обитают в стоячей воде с густой растительностью или на берегах очень медленно текущей воды.
5. Spercheidae. Монородовое семейство с 18 видами. Встречается на всех континентах. Личинки и взрослые особи, как правило, живут в стоячей воде.
6. Hydraenidae — Водобродки. Около 1420 видов приблизительно в 40 родах. Встречаются на всех континентах и населяют даже некоторые Субантарктические острова, где лишь некоторые насекомые способны справиться с неблагоприятными климатическими условиями. В то время как взрослые особи большинства видов обитают в воде (в стоячей воде, проточной воде, просачиваниях), многие из них являются прибрежными или чисто наземными, а некоторые виды обитают исключительно в сверхсолёных бассейнах морских пород. Личинки обычно прибрежные или наземные, только первая стадия некоторых видов водная.
7. Scirtidae — Трясинники. Около 900 видов в 30 родах. Встречаются на всех континентах. Личинки, как правило, живут в воде, хотя есть сообщения о личинках Scirtidae, найденных во влажной почве и на гнилых бревнах. Имаго обычно наземные. Личинки Scirtidae встречаются в проточной воде (около 20 %), стоячей воде, фитотельматах и подземных водах.
8. Elmidae — Речники. Около 1330 видов в 146 родах. Встречаются на всех континентах. В настоящее время известны два подсемейства: Larainae (26 родов, 130 видов) и Elminae (120 родов, 1200 видов). Взрослые особи и личинки всех видов считаются водными.
9. Dryopidae — Прицепыши. Около 300 видов в 33 родах. Встречаются во всех биогеографических регионах, но отсутствуют на Австралийском континенте. Личинки, как правило, прибрежные или наземные; взрослые особи примерно 75 % видов считаются водяными (лотические и лентические местообитания), остальные являются прибрежными или наземными (гумиколиевые, древесные).
10. Lutrochidae. Около 15 видов, все из Нового Света. Личинки и взрослые особи обитают в водных средах (прибрежный гравий, камни или погруженная древесина).
11. Psephenidae — Волнушки. Около 272 видов в 35 родах. Встречаются на всех континентах. Личинки всегда живут почти исключительно в проточной воде, взрослые особи и куколки сугубо наземные.
12. Cneoglossidae. Монородовое семейство из восьми неотропических видов. Взрослые особи наземные.
13. Eulichadidae. Около 21 вида в двух родах встречающихся в Северной Америке и Азии. Личинки живут в ручьях, но взрослые особи сугубо наземные.

### Ненастоящие водяные жуки
В этой группе 12 семейств, в основном наземных. Среди них, например, жужелицы (Carabidae), стафилиниды (Staphylinidae), листоеды (Chrysomelidae), долгоносики (Curculionidae). Однако они содержат небольшой процент водных представителей. Среди водяных представителей этих семейств, вероятно, отсутствуют настоящие водяные жуки, лишь некоторые из них могут рассматриваться как ненастоящие водяные жуки (например, некоторые светляки и некоторые Ptilodactylidae) и паразитические водяные жуки. Большинство видов следует классифицировать как фитофильных водяных жуков или факультативных водяных жуков; некоторые фитофильные водяные жуки умеют очень хорошо нырять и могут проводить большую часть своей жизни под водой. Однако степень погружения или зависимости от воды у фитофильных жуков очень разнообразны.

### Береговые жуки и фитофильные береговые жуки
Существует множество видов жуков, которые обитают в окрестностях водных сред обитания. Они сильно зависят от микроклимата, субстрата и пищевой сети водной среды. Любое влияние окружающей среды (например, загрязнение воды, электростанции, засуха), влияющее на ненастоящие водяные виды, будет иметь более или менее такое же влияние на береговых жуков, хотя они почти не контактируют с водой активно. Их экология неразрывно связана с водным биотопом, хотя физически они не являются его частью. В отличие от факультативных водяных жуков они не заходят в воду целенаправленно. Береговых жуков часто трудно отличить от действительно наземных жуков (особенно гумиколовых, живущих во влажных местах). Насчитывается около 22 семейств жуков, в которых имеются береговые виды (обитающие на пресноводных и морских берегах): Georissidae, Hydrophilidae, Histeridae, Hydraenidae, Ptiliidae, Leiodidae (Cholevinae), Staphylinidae, Scarabaeidae, Dryopidae, Limnichidae, Heteroceridae, Elateridae, Lampyridae, Phycosecidae, Melyridae, Monotomidae, Tenebrionidae, Salpingidae, Anthicidae, а также Lepiceridae, Agyrtidae, Micropeplidae, Ptilodactylidae, Byrrhidae и Latridiidae.
Всего в мире насчитывается несколько тысяч видов береговых жуков, однако точное их количество неизвестно.
Среди Carabidae и Staphylinidae достаточно большое количество прибрежных представителей, но подробных оценок в этих двух семействах до сих пор не проводилось.
Georissidae — Илоносцы (однородовое, около 70 видов), в основном гумиколовые (влажные пески, влажные луга).
Heteroceridae — Пилоусы (пять родов, более 200 видов), исключительно прибрежные, обитают на илистых окрестностях проточных и стоячих вод.
Limnichidae — Лжепилюльщики (около 40 родов и около 400 видов) могут быть условно отнесены к береговым жукам. Все виды обитают во влажных местах. Большинство представителей встречаются на берегах пресноводных местообитаний, часто очень близко к урезу воды, и кажется, что довольно много видов Limnichidae на самом деле могут быть по крайней мере факультативно водными.
Многочисленные фитофильные жуки (Chrysomelidae, Curculionoidea, Telmatophilus (Cryptophagidae), Phalacrus caricis (Phalacridae)) обитают на водных или прибрежных растениях (например, Carex, Typha, Phragmites), но почти никогда не контактируют с водой. Поэтому их классифицируют как паракватические (фитофильные береговые жуки).